# Kotoura-san
Kotoura-san (琴浦さん) est un manga au format quatre cases écrit et dessiné par Enokizu. Il a été prépublié entre octobre 2010 et avril 2015 dans le webzine Manga Goccha et dans le magazine Megumi, et a été compilé en un total de sept tomes. Une adaptation en série télévisée d'animation de 12 épisodes, produite par l'Anime International Company, a été diffusée, au Japon, du 11 janvier au 29 mars 2013 sur la chaîne Chubu-Nippon Broadcasting.

## Synopsis
Haruka Kotoura est une jeune fille née avec l'habilité de lire dans les pensées. Ce pouvoir lui vaut d'être discriminée à l'école, et elle est montrée comme responsable du divorce de ses parents par ces deux-derniers. Kotoura est alors élevé par son grand-père et devient solitaire. Toutefois, les choses commencent à changer lors de son entrée au lycée et de sa rencontre avec Yoshihisa Manabe. Ce dernier lui offre son amitié et promet de ne jamais l'abandonner peu importe leurs différences. Il l'aide à redevenir sociable, et se fait trois nouveaux amis : Yuriko Mifune, Daichi Muroto et Hiyori Moritani, avec qui elle forme le club PES au lycée.

## Personnages
Haruka Kotoura (琴浦 春香)est née avec le don de lire les pensées d'autrui. Quand elle était enfant, parce qu'elle n'avait pas pris conscience de sa particularité, elle a révélé les pensées gênantes de ses camarades et l'infidélité de son père, ce qui a conduit à son rejet par les autres enfants, les professeurs et ses propres parents. Devenue adolescente, elle craint de blesser son entourage et se replie sur elle même. Tout change à partir de sa rencontre avec Yoshihisa Manabe puis avec le club des espers.
Voix japonaise : Hisako Kanemoto
Yoshihisa Manabe (真鍋 義久)est un garçon au début assez immature qui tombe amoureux d'Haruka malgré les désagréments dus à son pouvoir : il ne peut s'empêcher de fantasmer sur elle en sa présence, ce qui la met dans l'embarras. Malgré tout, il lui reste fidèle et dévoué et ils forment un couple à la fin.
Voix japonaise : Jun Fukushima
Yuriko Mifune (御舟 百合子)est la fondatrice et la présidente du club des espers. Sa mère avait elle-même un pouvoir psychique mais elle n'a pas supporté d'être accusée de charlatanisme et s'est suicidée. Sa fille - qui n'a pas hérité de son don - a depuis juré de prouver l'existence des psychiques et de les protéger, ce qui la convainc de recruter Haruka.
Voix japonaise : Kana Hanazawa
Daichi Muroto (室戸 大智)est un ami d'enfance de Mifune et le seul autre membre du club des espers avant l'arrivée d'Haruka et Manabe. C'est un garçon très intelligent et le premier à parvenir à tromper Haruka en maîtrisant ses pensées. Il a toujours soutenu Mifune dans son combat mais n'a jamais répondu à l'amour qu'elle éprouve pour lui.
Voix japonaise : Hiro Shimono
Hiyori Moritani (森谷 ヒヨリ)est une fille de la classe de Manabe et Haruka. Au départ, jalouse de la relation entre les deux adolescents, elle a persécuté Haruka et organisé l'agression de Manabe, mais elle a eu des remords et s'est finalement réconciliée avec eux. Ses parents tiennent un dojo, c'est pourquoi les arts martiaux sont le seul domaine où elle excelle.
Voix japonaise : Yurika Kubo
Kumiko Kotoura (琴浦 久美子)est la mère d'Haruka. Dépassée par le pouvoir de sa fille et ses conséquences, notamment son divorce, elle l'a abandonnée. Lors de leurs rencontres, elle se montre assez froide et cynique, mais Haruka finit par comprendre que ce n'est qu'un masque qu'elle affiche pour cacher sa souffrance.
Voix japonaise : Kikuko Inoue
Zenzō Kotoura (琴浦 善三)est le grand-père d'Haruka et le seul membre de sa famille qui ne l'ait pas abandonnée. C'est un vieil homme très riche, égocentrique, immature voire lolicon. Il devient très proche de Manabe qui lui ressemble assez sur le plan du caractère.
Voix japonaise : Tomomichi Nishimura
Gantetsu Ishiyama (石山 巌鉄)est un commissaire de police qui a autrefois travaillé avec la mère de Yuriko Mifune et se sent coupable de l'avoir abandonnée pour protéger sa réputation. Il enquête sur une série d'agression de lycéennes.
Voix japonaise : Takayuki Sugō
Aki Tsukino (月野 亜紀)est l'assistante de Gantetsu Ishiyama. De premier abord maladroite et innocente, elle cache une part plus inquiétante de sa personnalité.
Voix japonaise : Akeno Watanabe
Le prêtregère le sanctuaire de la ville d'enfance d'Haruka. Il a longtemps été le seul pilier de stabilité pour la jeune fille. Il s'intéresse beaucoup au paranormal et cherche à réconcilier Haruka et sa mère.
Voix japonaise : Yutaka Nakano (en)

## Manga
Prépublié à la fois en ligne sur Manga Coccha et dans le magazine Megumi de Micro Magazine, le manga est compilé en 7 tomes entre 2010 et 2015. Le chapitre final est paru le 26 mars 2015 dans les magazines de prépublication et l'ultime volume est publié le 22 avril 2015 au Japon,. Le manga est inédit en France.

## Anime
Une adaptation en série d'animation est annoncée au mois d'août 2012; elle est assurée par Anime International Company et est lancée le 11 janvier 2013. L'équipe de production est à peu de détail près identique à celle pour l'adaptation de Mitsudomoe, La réalisation des épisodes étant prit en charge par Masahiko Ōta sur un scénario original de Takashi Aoshima. Le character design est confié à Takaharu Okuma et Yasuhiro Misawa compose la bande originale. Le générique de début, Sonna Koto Ura no Mata Urabanashi Desho?, est chantée par Megumi Nakajima, tandis que le principal générique de fin, Kibō no Hana, est interprétée par Haruka Chisuga (ja). Les épisodes 5 et 6 ont tous deux des génériques de fin uniques chantés par les seiyūs prêtant leurs voix aux personnages principaux.

### Liste des épisodes
| No | Titre français               | Titre japonais       | Titre japonais            | Date de 1re diffusion |
| No | Titre français               | Kanji                | Rōmaji                    | Date de 1re diffusion |
| -- | ---------------------------- | -------------------- | ------------------------- | --------------------- |
| 1  | Kotoura-san et Manabe-kun    | 琴浦さんと真鍋くん   | Kotoura-san to Manabe-kun | 11 janvier 2013       |
| 2  | Le premier...                | 初めての……           | Hajimete no...            | 18 janvier 2013       |
| 3  | Si heureuse, si amusant      | 嬉しくて、楽しくて   | Ureshikute, Tanoshikute   | 25 janvier 2013       |
| 4  | Un Monde en évolution        | 変わる世界           | Kawaru Sekai              | 1er février 2013      |
| 5  | Paradis scolaire?            | 学園天国？           | Gakuen Tengoku?           | 8 février 2013        |
| 6  | Vacances d'été!              | 夏休み!              | Natsuyasumi!              | 15 février 2013       |
| 7  | Dans ce monde, je...         | この世界に私は       | Kono Sekai ni Watashi wa  | 22 février 2013       |
| 8  | Ce n'est pas un rendez-vous  | デートじゃないもん   | Dēto janaimon             | 1er mars 2013         |
| 9  | Tout le monde est avec moi   | まわりにはみんなが   | Mawari ni wa Minna ga     | 8 mars 2013           |
| 10 | Mais tu n'es pas là          | だけどあなたはいない | Dakedo Anata wa Inai      | 15 mars 2013          |
| 11 | Reste avec moi               | スタンド·バイ·ミー   | Sutando Bai Mī            | 22 mars 2013          |
| 12 | La chose que je veux te dire | 伝えたい言葉(ココロ) | Tsutaetai Kokoro          | 29 mars 2013          |

### Génériques
| Générique | Épisodes | Début                                                                    | Début           | Fin                     | Fin                 |
| Générique | Épisodes | Titre                                                                    | Artiste         | Titre                   | Artiste             |
| --------- | -------- | ------------------------------------------------------------------------ | --------------- | ----------------------- | ------------------- |
| 1         | 1–12     | Sonna Koto Ura no Mata Urabanashi Desho? (そんなこと裏のまた裏話でしょ?) | Megumi Nakajima | Kibō no Hana (希望の花) | Haruka Chisuga (ja) |